# Сухоруков, Константин Михайлович
Константи́н Миха́йлович Сухору́ков (24 апреля 1948, Москва) — российский книговед, кандидат исторических наук, заместитель генерального директора по науке Российской книжной палаты, главный редактор журнала «Библиография».
Разработчик более 15 новых или пересмотренных ГОСТов СИБИД, автор или соавтор более 20 монографий по проблемам истории Российской книжной палаты, современному состоянию организации и стандартизации книжного дела, его справочно-информационному обеспечению, редакционно-издательской культуре оформления книжной продукции, а также по проблемам пропаганды чтения. Автор или соавтор более 450 статей и других публикаций в отечественной и зарубежной профессиональной периодике и энциклопедических справочниках по книжному делу. Является членом постоянных комитетов различных секций библиотечных ассоциаций IFLA, ALA, РБА.

## Биография
В 1961 году окончил семилетку и поступил в Московский полиграфический техникум им. И. Федорова на факультет технического редактирования книг и журналов. Окончив учёбу в техникуме в 16 лет и получив диплом технического редактора, К. М. Сухоруков летом 1964 года поступил на работу в Институт научно-технической информации по лесной промышленности, а в следующем году перешел во ВНИИсинтезбелок, где занимался выклейкой граночных макетов для научно-технических журналов и контролем за их набором и вёрсткой в типографиях. В течение трех лет он работал в производственно-издательском отделе ЦНИИнефтехима.
В 1969 году К. М. Сухоруков поступил в Московский полиграфический институт на дневное отделение книговедения редакционно-издательского факультета. За отличную учёбу на протяжении всех 4 лет ему была присуждена Фёдоровская стипендия. К. М. Сухоруков защитил диплом под руководством профессора, доктора исторических наук А. А. Говорова.
С осени 1973 года К. М. Сухоруков 14 лет проработал в ОНТИ Проектного института № 2 — головного института Госстроя СССР, выполняя функции технического и литературного редактора, корректора и переводчика, референта и журналиста, подготавливая различные информационные издания. Этими публикациями он заслужил медаль ВДНХ по итогам научно-технического конкурса информационных служб СССР.
В эти годы К. М. Сухоруков активно работал переводчиком в качестве внештатного сотрудника ВИНИТИ и Института патентоведения, выполняя переводы с английского и шведского языков различных информационных материалов, в частности, по проблемам полиграфии.
В 1984 году К. М. Сухоруков успешно защитил диссертацию на соискание степени кандидата исторических наук.
В 1986 году К. М. Сухоруков был приглашён во Всесоюзную книжную палату, которой в связи с реорганизацией были нужны новые люди со свежими идеями и взглядами на совершенствование государственной библиографии и книжного дела в целом. В течение нескольких лет на рубеже 1980—1990-х годов К. М. Сухоруков преподавал ряд дисциплин в Московском полиграфическом институте.
С 2004 года он вступил в должность главного редактора журнала «Библиография». С приходом К. М. Сухорукова вырос научный авторитет этого издания: в 2007 году журнал вошел в список научных журналов ВАК Минобрнауки России, рекомендованных для публикации трудов соискателей учёных степеней.
К. М. Сухоруков является секретарем Ассоциации книжных палат СНГ, принимает участие в деятельности IFLA, ALA, РБА.

## Научная деятельность
В сферу профессиональных и научных интересов К. М. Сухорукова входит широкий круг проблем, среди его публикаций можно выделить темы, которые становились объектом изучения учёного в различные периоды времени:
- история и современное состояние издательского дела и книжной торговли за рубежом
- национальная библиография
- обязательный экземпляр изданий
- статистика печати
- стандартизация в книжном деле
- современное состояние издательского дела и книжной торговли в России и в Москве
- проблемы чтения
- проблемы государственного регулирования книжного дела

## Избранная библиография
- Айгистов Р. А. Современное состояние московского книгоиздательского дела / Р. А. Айгистов, К. М. Сухоруков, И. П. Ткач. — М. : РКП, 2005. — 144 с. — (Московское книжное дело сегодня).
- Сухоруков К. М. Библиографические базы данных // Книга : энциклопедия. — М. : Большая Российская Энциклопедия, 1999. — С. 65-66.
- Сухоруков К. М. «Кризис чтения» и возможность его преодоления в России // Чтение как стратегия жизни : материалы международной научно-практической конференции (Москва, 14 дек. 2006 г.). — М. : Наука, 2006. — С. 165—167.
- Сухоруков К. М. Культура редакционно-издательского оформления российской научной книги // Роль книгоиздания в развитии международных научных и культурных контактов : материалы международной научной конференции (Москва, 21—23 сент. 2005 г.). — М. : Наука, 2005. — С. 281—289.
- Сухоруков К. М. Международные стандарты по книжному делу // Кн. дело. — 1998. — № 1/2. — С. 43—47.
- Сухоруков К. М. Московское и общенациональное книжное дело: сходство и различия в издательской и книготорговой политике, динамика взаимодействия / К. М. Сухоруков ; Рос. кн. палата. — М. : РКП, 2005. — 207 с. — (Московское книжное дело сегодня).
- Сухоруков К. М. Обязательный экземпляр в странах Запада // Библиография. — 2000. — № 5. — С. 142—148.
- Сухоруков К. М. Проблемы чтения — надуманные и реальные // Грани книжной культуры : сб. научных трудов к юбилею НЦ исслед. истории кн. культуры. — М. : Наука, 2007. — С. 211—220.
- Сухоруков К. М. Российское книжное дело и основные направления государственной политики // Научная книга на постсоветском пространстве : материалы II международной научной конференции (Москва, 19—21 сент. 2007 г.). В 2 ч. Ч. 2. — М. : Наука, 2007. — С. 193—197.
- Сухоруков К. М. Справочно-информационное и нормативное обеспечение московского книжного дела: проблемы и решения / К. М. Сухоруков ; Рос. кн. палата. — М. : РКП, 2005. — 136 с. — (Московское книжное дело сегодня).
- Сухоруков К. М. Стандартизация // Книга : энциклопедия. — М. : Большая Российская Энциклопедия, 1999. — С. 614.
- Sukhorukov K.M. Moscow publishing and book trade: current state and problems // Slavic and East European Information Resourses. — 2006. — Vol. 7, № 4. — P. 23—32.
- Sukhorukov K.M. Publishing and bookselling in Russia: problems and prospects // Solanus. — 2001. — Vol. 15. — P. 135—142.
- Sukhorukov K.M. Research and development work at the Russian Book Chamber: results and prospects // Slavic and East European Information Resourses. — 2004. — Vol. 5, № 1/2. — P. 15—26.